# Campionat Nord-americà de futbol
El Campionat Nord-americà de futbol fou un torneig de futbol per a seleccions nacionals d'Amèrica del Nord
El campionat s'anomenà NAFC Championship entre 1947 i 1949 essent organitzat per la North American Football Confederation. Després de 41 anys es creà una nova competició anomenada North American Nations Cup organitzat per la North American Football Union.
A partir de 1991, amb la creació de la Copa d'Or de la CONCACAF la competició deixà de disputar-se.
Resum del campionats de la CONCACAF:
| Amèrica del Nord                                     | Amèrica Central i Carib                    | Amèrica Central i Carib                                              |
| ---------------------------------------------------- | ------------------------------------------ | -------------------------------------------------------------------- |
| Campionat de la NAFC (1947-1949)                     | Campionat de la CCCF (1941-1961)           | Campionat de la CCCF (1941-1961)                                     |
| Campionat de la CONCACAF (1963-1971)                 |                                            |                                                                      |
| Fase de Classificació de la Copa del Món (1973-1989) |                                            |                                                                      |
| Copa d'Or de la CONCACAF (1991-avui)                 |                                            |                                                                      |
| Amèrica del Nord                                     | Amèrica Central                            | Carib                                                                |
| Campionat de la NAFU (1990-1991)                     | Copa Centreamericana de futbol (1991-2017) | Campionat de la CFU (1978-1988) Copa del Carib de futbol (1989-2017) |
| Lliga de Nacions de la CONCACAF (2019-avui)          |                                            |                                                                      |
| Tota Amèrica                                         |                                            |                                                                      |
| Campionat Panamericà de futbol (1952-1960)           |                                            |                                                                      |

## Historial
Font:
| Any  | Seu                        | Campió            | Segon             | Tercer            |
|      | NAFC Championship          | NAFC Championship | NAFC Championship | NAFC Championship |
| ---- | -------------------------- | ----------------- | ----------------- | ----------------- |
| 1947 | Cuba                       | Mèxic             | Cuba              | Estats Units      |
| 1949 | Mèxic                      | Mèxic             | Estats Units      | Cuba              |
|      | North American Nations Cup |                   |                   |                   |
| 1990 | Canadà                     | Canadà            | Mèxic             | Estats Units      |
| 1991 | Estats Units               | Mèxic             | Estats Units      | Canadà            |

## Palmarès
| Equip        | Títols               | Finalista      | Tercer         |
| ------------ | -------------------- | -------------- | -------------- |
| Mèxic        | 3 (1947, 1949, 1991) | 1 (1990)       |                |
| Canadà       | 1 (1990)             |                | 1 (1991)       |
| Estats Units |                      | 2 (1949, 1991) | 2 (1947, 1990) |
| Cuba         |                      | 1 (1947)       | 1 (1949)       |